# Edebo socken
Edebo socken i Uppland ingick i Frösåkers härad, ingår sedan 1971 i Norrtälje kommun och motsvarar från 2016 Edebo distrikt.
Socknens areal är 139,01 kvadratkilometer, varav 135,63 land.  År 2000 fanns här 934 invånare.  Kyrkbyn Edebo med sockenkyrkan Edebo kyrka ligger i socknen.  

## Administrativ historik
Socknen har medeltida ursprung. 
Vid kommunreformen 1862 övergick socknens ansvar för de kyrkliga frågorna till Edebo församling och för de borgerliga frågorna till Edebo landskommun. Landskommunen inkorporerades 1952 i Häverö landskommun som 1971 uppgick i Norrtälje kommun. Församlingen uppgick 1 januari 2010 i Häverö-Edebo-Singö församling, från 2018 benämnd Häverö-Edebo församling.
1 januari 2016 inrättades distriktet Edebo, med samma omfattning som församlingen hade 1999/2000.  
Socknen har tillhört län, fögderier, tingslag och domsagor enligt vad som beskrivs i artikeln Frösåkers härad. De indelta soldaterna tillhörde Livregementets dragonkår, Roslags skvadron. De indelta båtsmännen tillhörde Norra Roslags 2:a båtsmanskompani.

## Geografi
Edebo socken ligger söder om Östhammar, med Galtfjärden i nordost och Edeboviken och Skeboån i öster. Socknen är en småkuperad skogsbygd med odlingsbygd i öster vid vattendragen.
I söder ligger Harbroholms och Järinge gårdar. I övrigt märks byarna Gillberga, Sättra, Skärsta (vid Hallstavik), Gråska samt Lavarö. I norr ligger Rönöholms gård. Dannemora-Hargs Järnväg har en förlängning som går genom socknen från Hargshamn till Hallstavik.

## Fornlämningar
Från bronsåldern finns spridda gravrösen och skärvstenshögar. Från järnåldern finns 25 gravfält.

## Namnet
Namnet skrevs 1291 Eboeredi, 1314 skrevs det Egbohæredh. Efterleden är härad, 'bygd'. Förleden har två olika tolkningar beroende på vad som anses var det ursprungliga namnet. Antingen edboar, 'de som bor vid edet' syftande på något ed vid skeboån. Alternativt ekboar, syftande på de som bor i byn Eke, som då kan varit namnet på kyrkbyn.